# Francesca D'Adda
Francesca D'Adda (Milano, 1794 – Milano, 23 settembre 1877) è stata una compositrice italiana.

## Biografia
Figlia di Margherita Cagnola e del marchese Felice D'Adda, Francesca è stata protagonista della vita musicale lombarda in un periodo ricco di profondi cambiamenti storici e culturali, tra moda francese, Restaurazione, Risorgimento e albori dello Stato unitario.
Sposa in prime nozze il cugino Luigi Cagnola, noto architetto molto più anziano di lei e, dopo la morte di costui, avvenuta nel 1833, dà inizio alla sua carriera artistica, componendo, in una prima fase, variazioni per pianoforte e fantasie per pianoforte, flauto e violino.
Nel 1834 sposa in seconde nozze l'architetto e pittore Ambrogio Nava, suo coetaneo, acquisendo la qualifica nobiliare di contessa, riportata sui frontespizi delle sue composizioni, edite dagli editori Luigi Scotti e Giovanni Canti. Accanto al titolo nobiliare compare il titolo prestigioso di Socia d'onore della Congregazione e Accademia di Santa Cecilia. A partire dal 1836, infatti, grazie alla politica di Gaspare Spontini, un considerevole elenco di nomi femminili entra a far parte dell'Accademia: vi si trovano esponenti della nobiltà e della buona società milanese: la regina Vittoria, Maria Teresa Isabella d’Austria, Giuditta Pasta, Adelaide Ristori, Giulia Grisi, Caroline Unger, Angelica Catalani, Erminia Frezzolini Poggi, Marianna Barbieri-Nini, Maria Taglioni, Fanny Cerrito, Teresa Terziani.
Milano è molto attiva musicalmente in quegli anni e neppure i moti risorgimentali frenano le iniziative musicali. Alle manifestazioni pubbliche si affiancano quelle private - Società, Giardini, Accademie, Salotti – accompagnate da una notevole produzione pubblicistica, e la stessa Francesca D'Adda, continua a organizzare incontri musicali anche dopo la sua seconda vedovanza nel 1862.
Anche in musica, come in politica, mostra le sue simpatie per l'Austria e continua la tradizione del classicismo viennese. Nel 1877, alla sua morte, la musica strumentale sinfonica e cameristica tenuta in vita grazie ai concerti privati e alle Accademie, è ben radicata nel tessuto milanese.

## Opere
Tra la seconda metà degli anni Trenta e gli anni Settanta del XIX secolo, la sua attività musicale si infittisce, spazia tra musica sacra e musica strumentale, duetti e trii, e mostra una propensione verso le forme cameristiche classiche e in particolare per i trii con pianoforte. Assenti dalle sue opere le arie da camera e le romanze per canto e pianoforte. Il pianoforte resta senza dubbio lo strumento preferito.
Fino alla metà degli anni Quaranta le sue musiche sono edite da Luigi Scotti. Nei suoi cataloghi si trovano sonate, duetti, trii e salmi:
- Sonata per pianoforte dedicata a Giuseppina Rovelli (febbraio 1836)
- Duetto per arpa e pianoforte dedicato a Giuseppina e Carolina Rovelli (febbraio 1836)
- Duetto per due pianoforti dedicato a Cirilla Cambiasi Branca (agosto 1836)
- Duetto per due pianoforti dedicato a Luigia Beretta Zanatta (maggio 1841)
- Duetto per arpa e pianoforte dedicato a Giuseppina e Carolina Rovelli (febbraio 1836)
- Trio per pianoforte, violino e violoncello (giugno 1842)
- Salmo XCIX a 4 voci, Jubilate Deo omnis terra (ottobre 1842)
- Salmo CXII a 4 voci, Laudate Pueri Dominum (ottobre 1842)

Dalla metà degli anni Quaranta le sue musiche sono edite da Giovanni Canti e a partire dagli anni Cinquanta aumentano le edizioni private finanziate dalla stessa autrice.
Risale al maggio del 1845 la prima edizione Canti: è il Secondo trio per pianoforte, violino e violoncello in Mi b maggiore.